# Armindo Vaz d’Almeida
Armindo Vaz d’Almeida (* 1953; † Juli 2016) war von 1995 bis 1996 Premierminister von São Tomé und Príncipe.

## Politische Laufbahn
Er gehörte zur ehemaligen Einheitspartei Movimento de Libertação de São Tomé e Príncipe (MLSTP-PSD) und wurde am 31. Dezember 1995 Premierminister, als sein Parteifreund Carlos da Graça, dessen Stellvertreter er bislang war, zurücktrat. Er bildete eine Koalitionsregierung aus drei Parteien und war bis zum 19. November 1996 im Amt. Seine Regierung wurde von Präsident Miguel Trovoada entlassen, nachdem ihm das Parlament Mitte September 1996 nicht das Vertrauen ausgesprochen hatte und durch eine neue Koalitionsregierung ersetzt. Seine eigene Partei, die MLSTP-PSD hatte die Vertrauensfrage initiiert und warf seiner Regierung Ineffizienz und Korruption vor. Gegen Ende des Jahres wurde er aus der Partei ausgeschlossen.